# علاقة قطرية

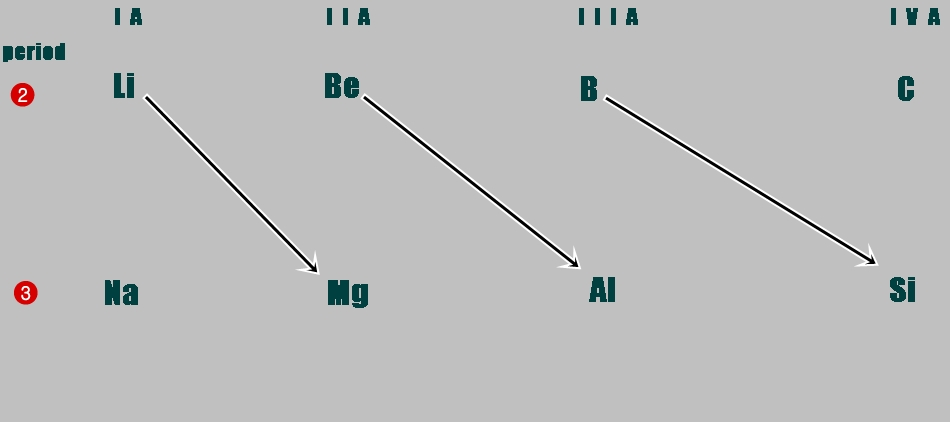
تمثيل للعلاقة القطرية لبعض عناصر الجدول الدوري.

العلاقة القطرية في الكيمياء هي علاقة ناشئة بين بعض عناصر كيميائية والتي تكون متجاورة قطرياً وذلك في الدور الثاني والثالث في الجدول الدوري وذلك نتيجة تشابه في الخصائص الكيميائية. هذه الأزواج هي الليثيوم (Li) مع المغنسيوم (Mg)، والبيريليوم مع الألومنيوم، والبورون (B) والسيليكون (Si).
على سبيل المثال فإن كل من البورون والسيليكون عبارة عن أنصاف نواقل (أشباه موصلات)، والتي تشكل هاليدات تتحلمه في الماء، كما أن لديها أكاسيد حمضية.
ينشأ هذا التشابه في الخصائص نتيجة تعاكس التأثير للنزول والتجاور ضمن المجموعات في الجدول الدوري. عند الانتقال من عنصر لآخر في نفس الدورة فإن حجم الذرة بتناقص، في حين أنه عند النزول ضمن المجموعة الواحدة فإن حجم الذرة يزداد. بشكل مشابه، فإنه عند الانتقال ضمن الدورة نفسها، فإن العناصر يكون لها صفة تساهمية أكبر وتكون أقل قاعدية وأكثر كهرسلبية، في حين أنه عند الانتقال ضمن المجموعة نفسها من الأعلى إلى الأسفل فإن العناصر تصبح أكثر أيونية وأكثر قاعدية وأقل كهرسلبية. بناءً على ذلك، فإن التغيّر في الصفات الكيميائية للعناصر المتجاوة قطرياً يعاكس بعضه، مما يمنحها خصائص كيميائية متشابهة. تلعب كثافة الشحنة أيضاً دوراً في هذه العلاقة القطرية بين العناصر الكيميائية.

## مثال
كمثال على العلاقة القطرية تشابه كيمياء عنصري الليثيوم والمغنسيوم:
- يشكل الليثيوم والمغنسيوم أكاسيد عادية، في حين أن الصوديوم والعناصر التي دونه تشكّل فوق وفائق الأكاسيد الموافقة.
- إن الليثيوم هو العنصر الوحيد ضمن عناصر المجموعة الأولى الذي يقوم بتشكيل نتريد مستقر، وهو نتريد الليثيوم Li3N، في حين أن المعنسيوم يشكّل بالإضافة مع باقي عناصر عناصر المجموعة الثانية نتريدات مستقرة.[1]
- إن كربونات وفوسفات وفلوريد الليثيوم هي مركبات قليلة الانحلال في الماء، كما أن أملاح المغنسيوم الموافقة عديمة الانحلال في الماء.
- يشكّل كل من الليثيوم والمغنسيوم مركبات فلزية عضوية لها صفة تساهمية والتي لها أهمية في الاصطناع العضوي. في حين أن المركبات الفلزية العضوية لباقي عناصر المجموعة الأولى والثانية لها صفات أيونية وفعّالة بشكل كبير، بحيث يصعب تحضيرها.[2]
- إن كلوريدات الليثيوم والمغنسيوم تمتص الرطوبة من الوسط المحيط وتتسيّل، كما أنها تنحل في الإيثانول والبيريدين.